# Freundschaftsknoten
Der Freundschaftsknoten ist ein dekorativer Knoten, der für Halstücher, Umhänge- und Armbänder, in der Knüpftechnik Makramee und in der Chinesischen Knoten-Handwerkskunst benutzt wird.
Der Freundschaftsknoten ist einer der elf Grundknoten des traditionellen chinesischen Knüpfens, einer dekorativen Handwerkskunst, die als eine Form der chinesischen Volkskunst in der Tang- und Song-Dynastie (960–1279) in China entstand und später in der Ming-Dynastie populär wurde.
Bei Mitgliedern der Pfadfinderbewegung ist er unter dieser Bezeichnung bekannt. Der Knoten wird benutzt, um Halstücher zu binden und damit eine Freundschaft auszudrücken, anstelle des Zierknotens Türkischer Bund.
Des Weiteren wird er bei Umhänge- und Armbändern und im Makramee verwendet. Es ist ein dekorativer und zudem sicherer Knoten.

## Knüpfen
Der Freundschaftsknoten wird mit zwei Enden gebunden. Er kann zwei Orientierungen haben. Zur besseren Veranschaulichung wird der Freundschaftsknoten hier zweifarbig dargestellt.

### Freundschaftsknoten (Variante 1)
Dies ist die Variante, die Ashley die „Chinesische Schlaufe“ (ABoK 1032, 1423) nennt.

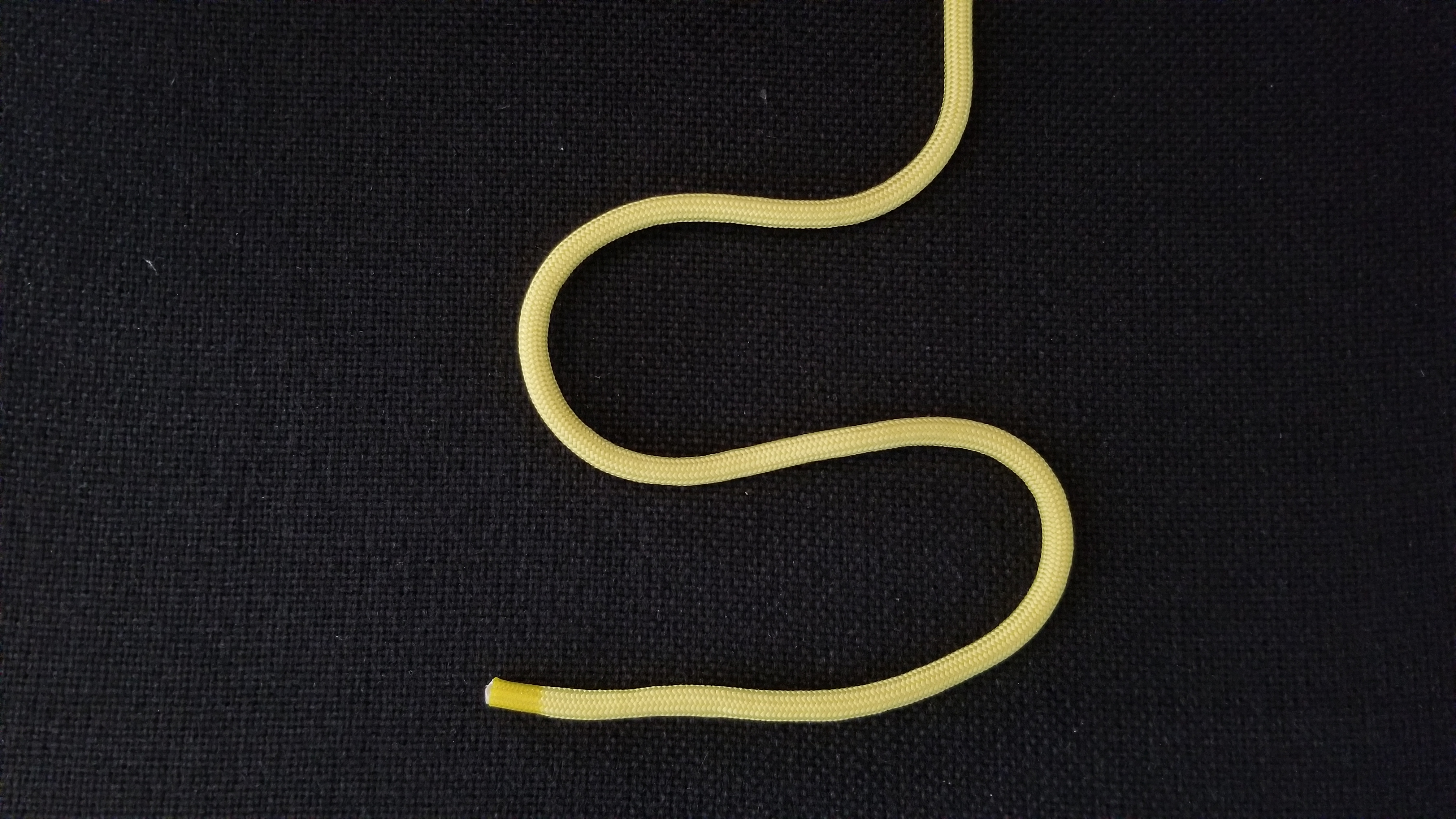
In der Draufsicht! Zuerst wird mit dem linken Ende (hier gelb) ein S gelegt.
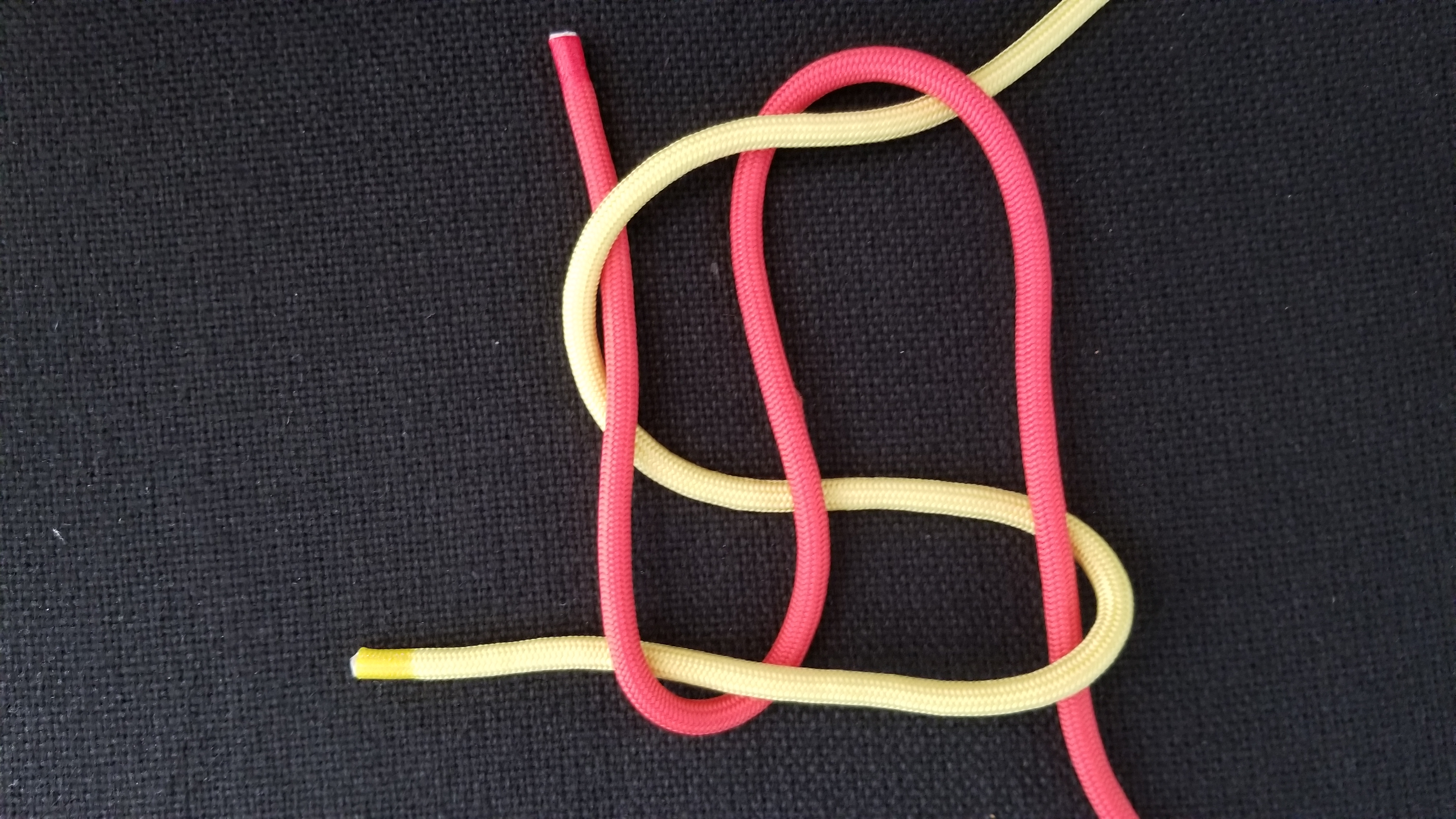
Dann fährt man in der Draufsicht von rechts unten kommend mit dem anderen Ende (hier rot) unter, über und nochmal über das hier zur Vereinfachung gezeigte gelbe Ende, wendet und unter, über und unter wieder zurück, wendet wieder und über, nochmal über und unter wieder nach oben.
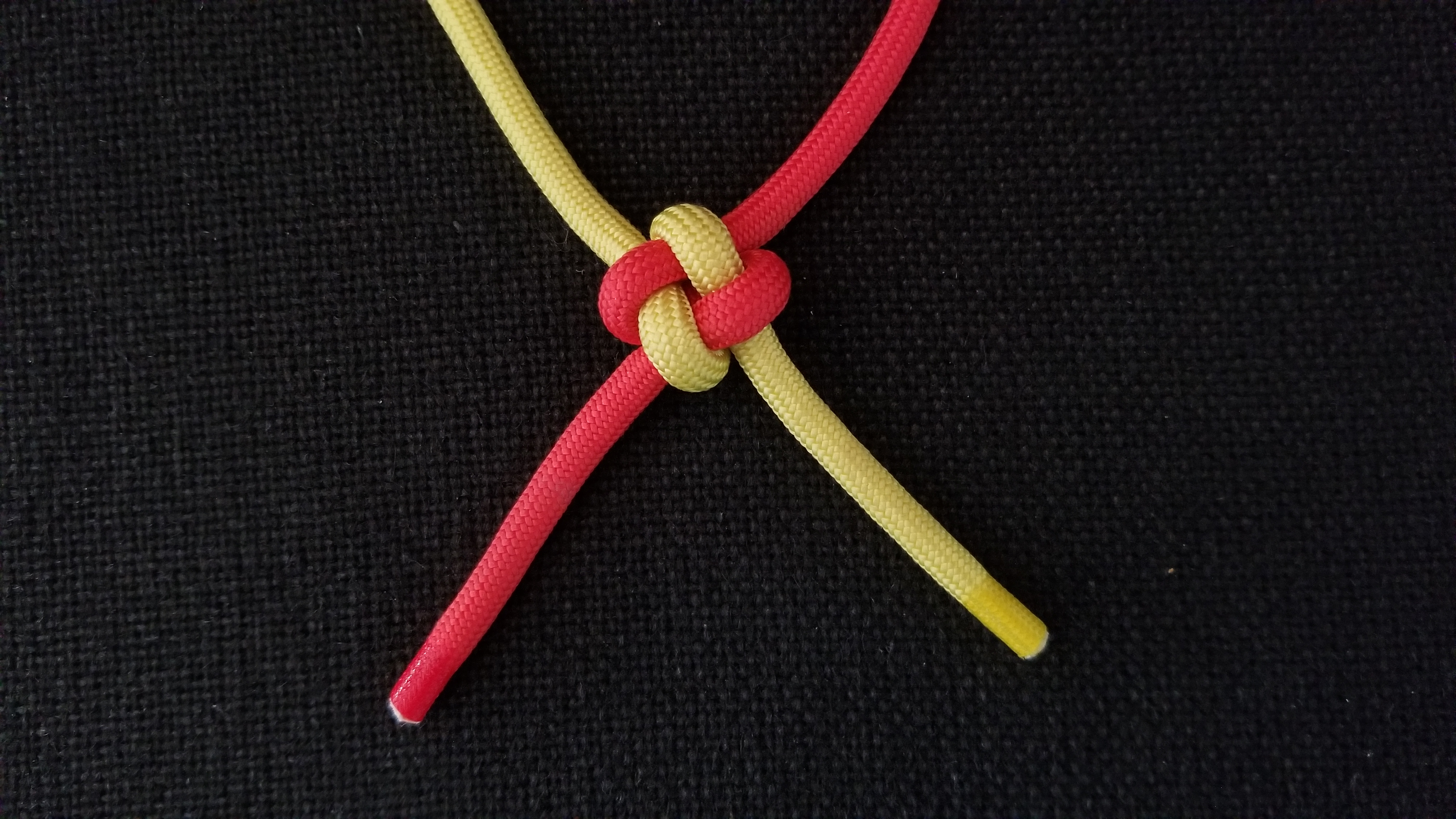
Zuziehen, in Form bringen und fertig ist der Freundschaftsknoten
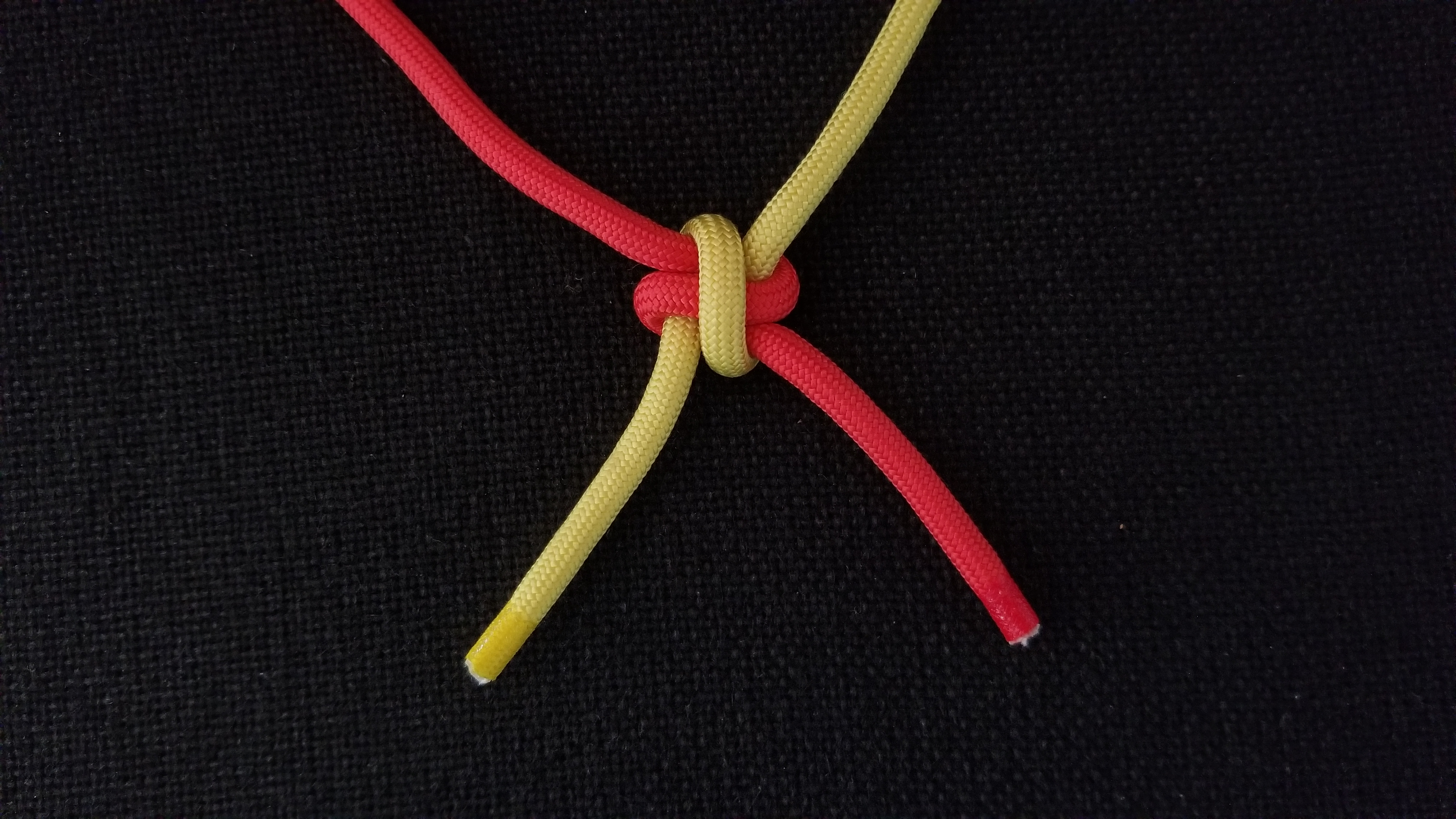
Rückseite des Freundschaftsknotens. Wird auch Chinesischer Kreuzknoten genannt.

### Freundschaftsknoten (Variante 2)
Dies ist die Variante, die Ashley den „Chinesischen Kronenknoten“ (ABoK 808) und „Chinesische Kronenschlaufe“ (ABoK 1066) nennt.

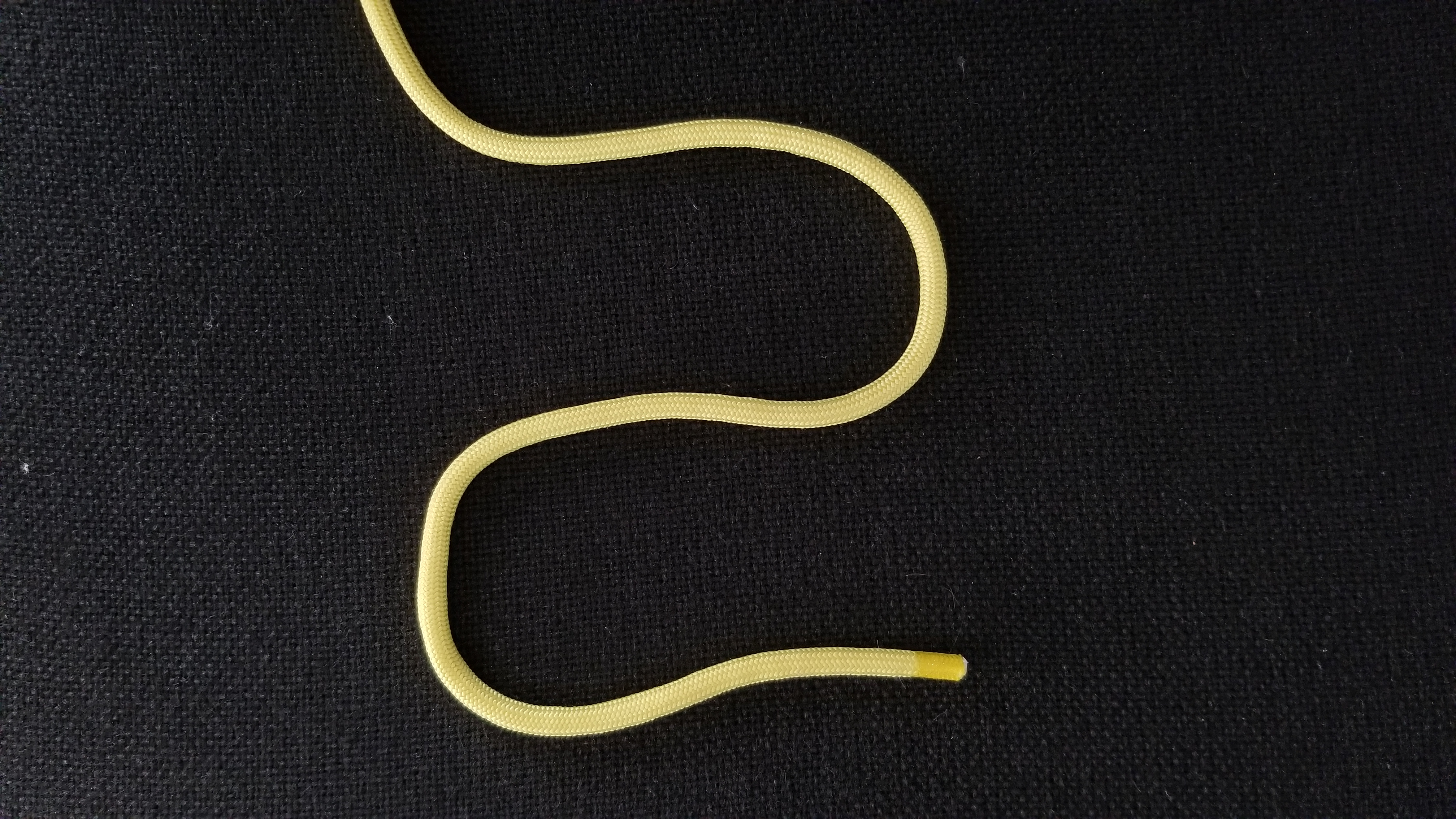
In der Draufsicht! Zuerst wird mit dem linken Ende (hier gelb) ein Z gelegt.
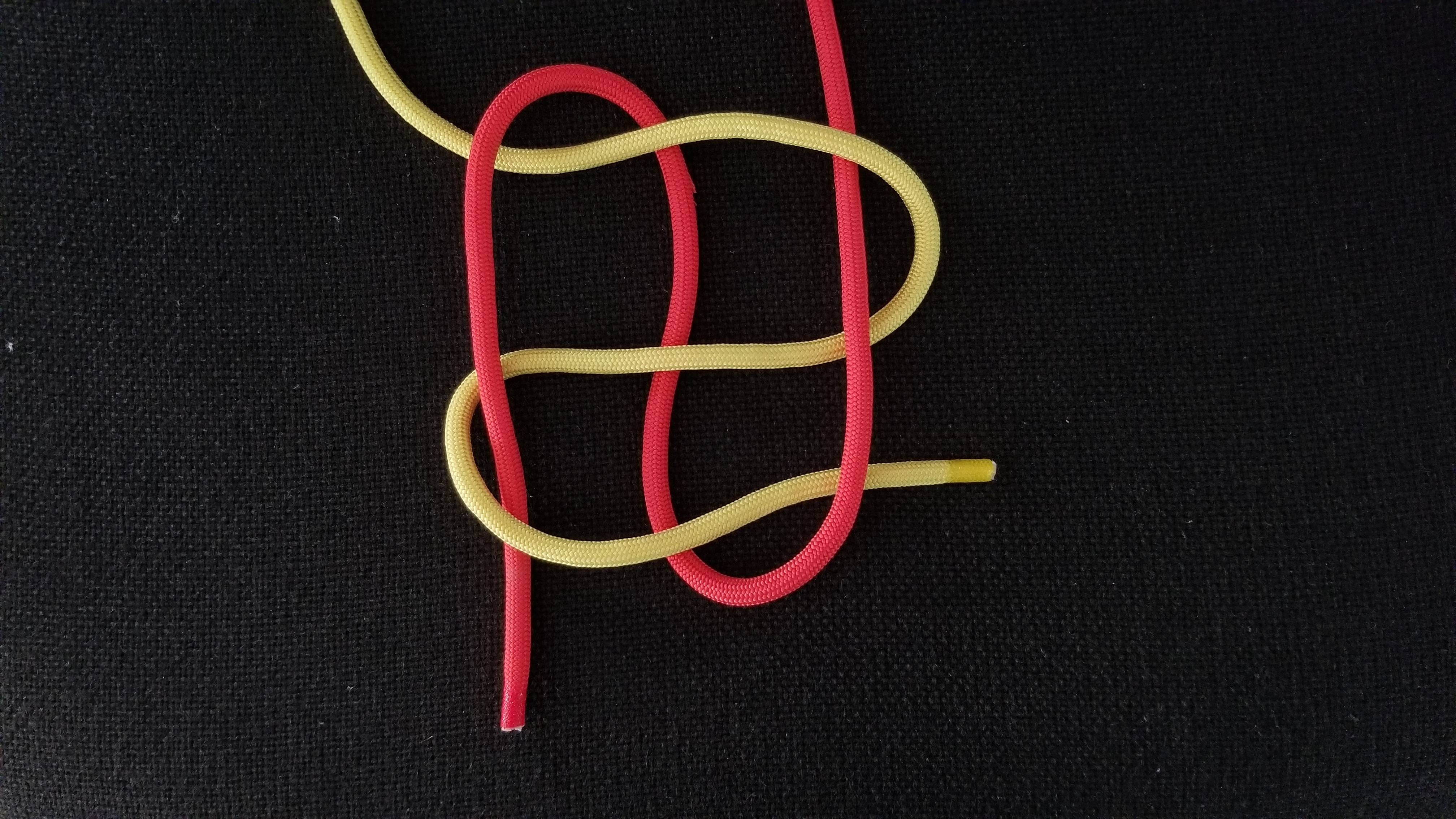
Dann fährt man in der Draufsicht von rechts oben kommend mit dem anderen Ende (hier rot) unter, über und nochmal über das hier zur Vereinfachung gezeigte gelbe Ende, wendet und unter, nochmal unter und nochmal unter wieder zurück, wendet wieder und über, nochmal über und unter wieder nach unten.
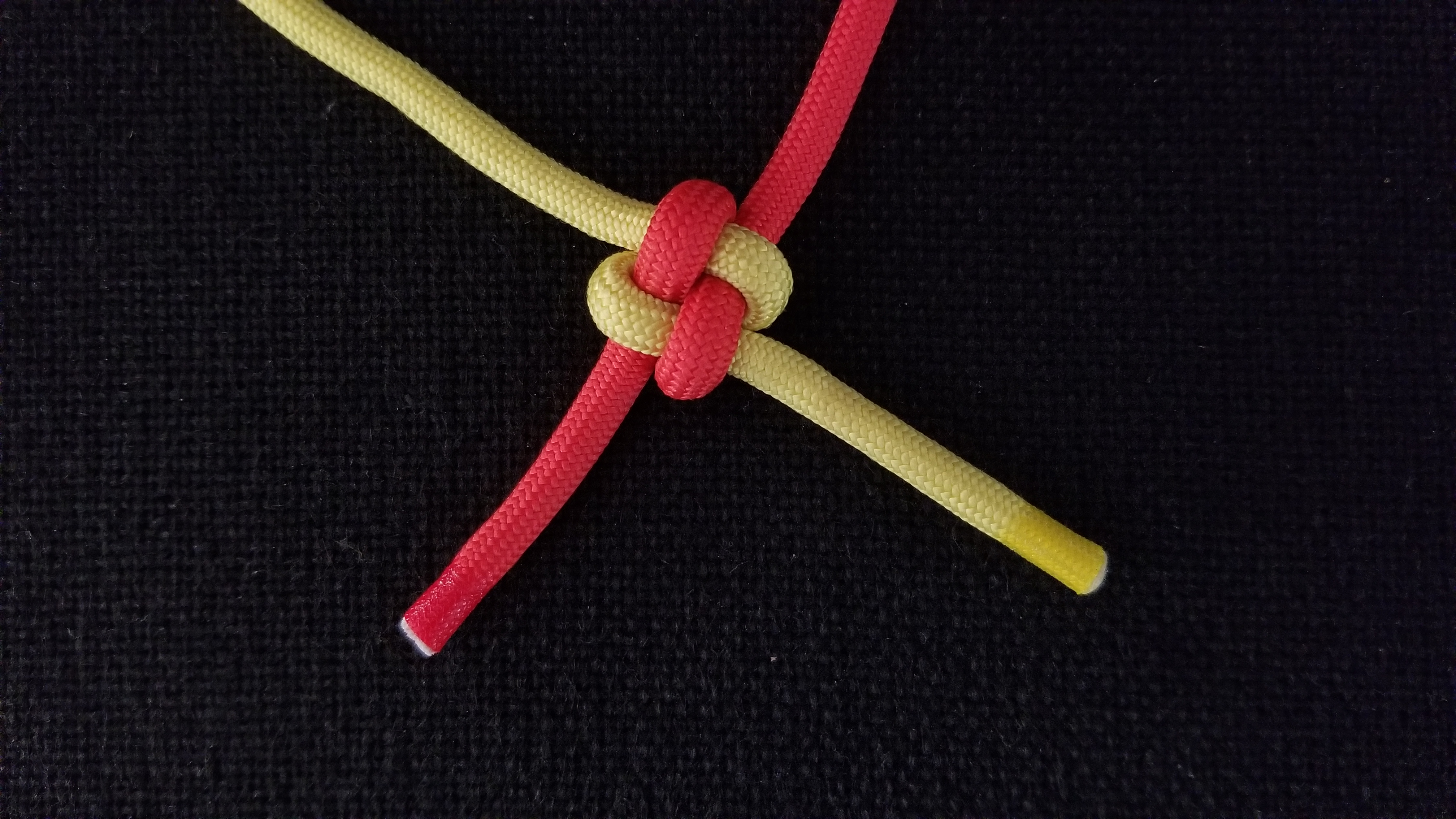
Zuziehen, in Form bringen und fertig ist der Freundschaftsknoten
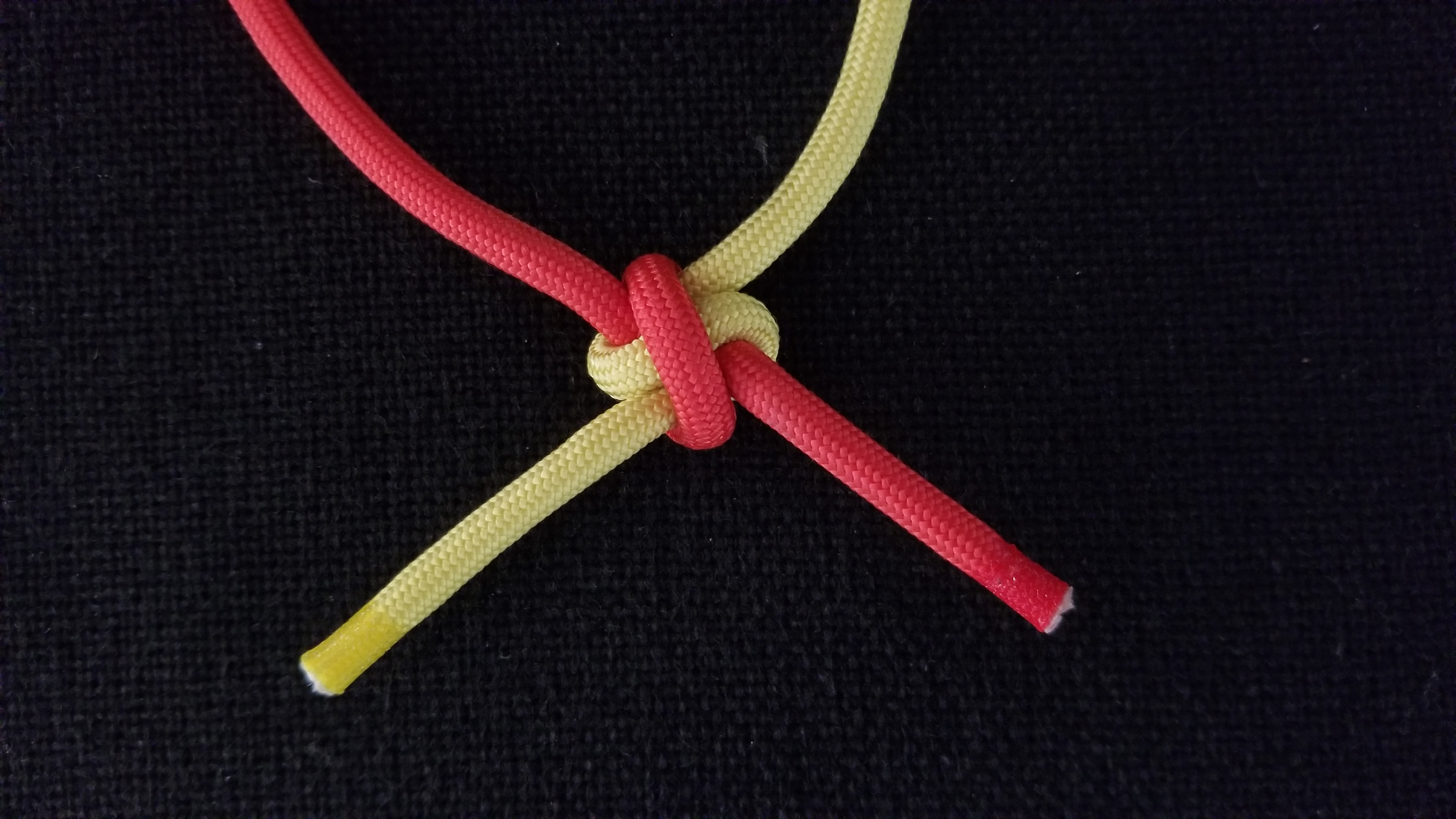
Rückseite dieses Freundschaftsknotens

## Alternativen

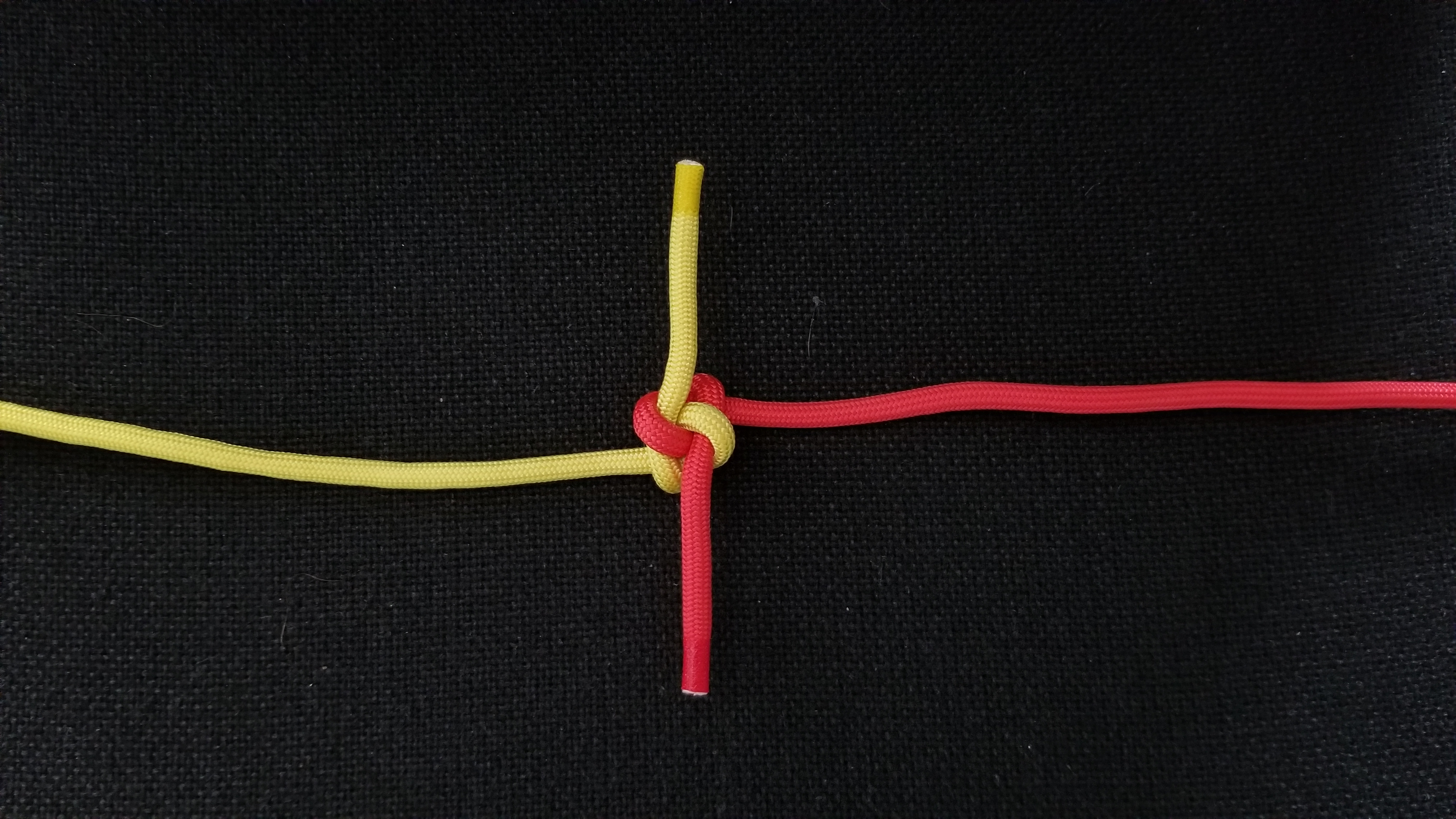
Ein dekorativer Zierknoten ist auch der Trossenstek.
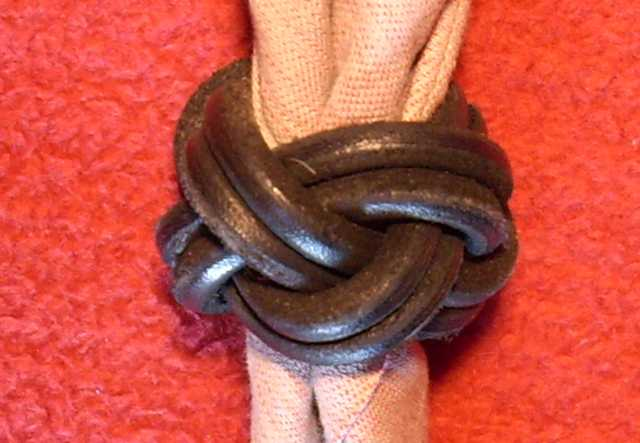
Türkischer Bund als Halstuchknoten bei den Pfadfindern